# Tang-e Lateh
Tang-e Lateh (persiska: تنگ لته, تَنگ لَتِه) är en ort i Iran.   Den ligger i provinsen Mazandaran, i den norra delen av landet, 170 km nordost om huvudstaden Teheran. Tang-e Lateh ligger 94 meter över havet och antalet invånare är 951.
Terrängen runt Tang-e Lateh är kuperad söderut, men norrut är den platt. Runt Tang-e Lateh är det ganska tätbefolkat, med 111 invånare per kvadratkilometer. Närmaste större samhälle är Sari, 7,6 km norr om Tang-e Lateh. I omgivningarna runt Tang-e Lateh växer huvudsakligen savannskog.